# Centre hospitalier universitaire d'Oran
Le Centre hospitalier universitaire Dr. Benaouda Benzerdjeb, plus connus sous le nom du Centre hospitalo-universitaire d'Oran (CHUO), fondé en 1877 dans le quartier des Plateaux Saint-Michel, devenue Hai Sidi El Bachir à Oran-Centre, il est l'un des plus grands hôpitaux en Algérie.
L'hôpital est un établissement public qui relève du Ministère de la santé et de la réforme hospitalière.

## Histoire

### Les premiers hôpitaux d'Oran
Depuis la fondation de la ville d'Oran par les marins andalous au début du Xe siècle et en pleine apogée de la civilisation arabo-musulmane, Hassan al-Wazzan plus connu en occident sous le nom de Léon l'Africain signalait l’existence d’hôpitaux lors de sa visite de la ville au XVe siècle. Les Espagnols après leur première occupation de la ville d'Oran en 1509 ont bâti un premier hôpital d'une capacité de 480 lits, appelé Hospital San Bernardino (hôpital Saint-Bernardin). lors de la deuxième occupation espagnole en 1708, un hôpital militaire de 600 lits, appelé Hospital Real (hôpital Royal), a été construit en 1750.
Lors de l'occupation française en 1831, l'armée française va édifier un hôpital militaire à Mers el-Kébir mais vu la difficulté de la proximité des habitants de la ville d'Oran qui était séparé de Mers el-Kébir par le mont Aïdour, l'armée va créer en 1832 un hôpital sur l'enceinte ottomane, la mosquée de la place d’Arme (place de la Perle) construite par le bey Mohamed el-Kebir, les bains turcs et cinq maisons mauresques attenantes, tombées dans le domaine public. C’est ainsi que prit naissance le premier hôpital mixte d’Oran au nom de l'hôpital de la Mosquée d'une capacité de 450 lits.
Avec l'accroissement de la population de la ville d'Oran, est achevé un nouvel hôpital militaire en 1856 sur l’emplacement du théâtre d’Oran, de l’époque espagnole, le Colisée (détruit par le séisme de 1790), la bâtisse est nommée hôpital Baudens.
En 1840, s’installe à Oran le premier médecin civil le Dr Dupeyré. Il édite un rapport, adressé à l’autorité militaire en Algérie, il fera un constat sur la situation sanitaire alarmante de la population civile d’Oran et particulièrement des femmes et des enfants. Il exigera l’inscription en urgence d’un projet d’hôpital civil.
Le 28 septembre 1848, la plus sévère des épidémies de choléra frappe la ville d'Oran. Devant le nombre important des cas, les autorités décident de construire en 1852 le premier hôpital civil d’Oran de l’ère coloniale française, par arrêté ministériel du 30 novembre 1850. Il sera appelé l'hôpital Saint-Lazare. Il fonctionnera jusqu’au 6 aout 1883, date de l’inauguration de l'actuel hôpital, le CHU Oran.

### La lancement du projet du CHU Oran
Le Docteur Gustave Sandras, interne à l’hôpital Saint Lazare en 1867 va faire avancer l’idée de la création d’un autre hôpital civil en s'appuyant en 1864 sur une commission technique qui a conclu que l’hôpital Saint-Lazare était saturé et que son extension était impossible.
Ainsi le 27 Décembre 1864, une commission présidée par le maire, Mr Carité, opte pour la réalisation d’un nouvel hôpital d’une capacité de 600 lits avec possibilité d’extension ultérieure répartis en 30 pavillons, l’élaboration des plans est confiée à l’architecte Mr Petit. Le 07 Février 1876, le plan de l’hôpital est présenté et il est révolutionnaire, en ce 19ème siècle les hôpitaux étaient construits selon une architecture moyen-âgeuse avec trois à quatre bâtiments de 1 à 2 étages entourant une cour intérieure carrée au rectangulaire. Dr Sandras et M. Petit présentent un plan avec un hôpital pavillonnaire (des pavillons séparés par des allées ombragées), le terrain situé sur le plateau Saint-Michel fut choisi. Le 30 Octobre 1877, les travaux sont adjugés à MM. Merel et Desfasques qui débutent les travaux au début de 1878.

### Inauguration et développement de l'hôpital
Le 26 août 1883, l’hôpital est inauguré. Il est composé alors de 6 bâtiments (PAV. 2, 6, 14, 1, 5 et 13) datant de 1878 et 8 autres (8, 18, 20, 15 et 21, 11, 7 et hydrothérapie) finis en 1883. Plus les appartements de fonction, lesquels sont les seuls surélevés d’un étage. Les bureaux des entrées et les dépendances.
Les pavillons 1, 2 et 14 sont des services de chirurgie générale. Le 23 est un service de chirurgie infantile. Les 17, 19 et 21 composent la maternité. Les 5, 6, 8, 13, 18 et 20 sont des services de médecine et le 23 un service de pédiatrie.
L’hôpital va prendre sa vitesse de croisière et continuera de se développer. En 1884 est ouvert le dispensaire, en 1891 le pavillon des enfants assistés en 1894 les 9 et 17 en 1895 le 19, en 1908 et 1909 les 25, 27, 29, 31 et 30 lesquelles seront isolés et destinés aux maladies infectieuses. Le 15 juin 1901 est décidé l’isolement des tuberculeux et c’est le PAV 9 qui y sera consacré. Quand le 17 avril 1903 le président la république Française, Émile Loubet, visite l’hôpital il est émerveillé par l’architecture pavillonnaire, qu’il qualifie de joyau architectural. Au début du 20ème siècle les spécialités chirurgicales commencent à apparaitre. Ainsi le PAV 16 abritera l’ophtalmologie dès 1901 et dirigé par le Dr Gaudbert, l’ORL au PAV 12 en 1907 dirigé par le Dr Jouty, et le 17 octobre 1907 un arrêté individualisera la chirurgie générale, infantile et gynécologie.
Au début du XXe siècle siècle, l’hôpital connaitra les premiers chefs de service nommés par voie de concours en 1902, les Pr Glatard et Solal en médecine, Pr Abadie en chirurgie (PAV 14). Ce concours a eu lieu d’abord à Montpellier, Paris, puis par arrêté du 7 janvier 1904 à la Faculté de médecine d'Alger.
Dans les années 30, l’hôpital connaitra des extensions, lesquelles se feront d’abord par la surélévation des services et d’autres constructions. La communauté de sœurs en 1931 (actuel siège du conseil scientifique) la chapelle en 1932, la psychiatrie en 1933, Ombre d’Anne en 1936 et le Glatard en 1938, lequel sera surélevé en 1949. En 1952 sera érigée la Maternité, qui sera alors consacrée la plus belle maternité de France, en 1953 est inauguré le bureau des entrées puis successivement le laboratoire et le service d’hydrothérapie en 1955, la radio centrale en 1958, en décembre 1961 le centre anticancéreux (PAV 10) et enfin la morgue en janvier 1962.

### Changement du statut de l'hôpital
Le décret du 18 Octobre 1961, créer l’École nationale de médecine d’Oran. C’est le PAV 10 (actuel neurochirurgie) qui abritera cette école.
l’hôpital d’Oran prend la dénomination de Centre hospitalier régional d'Oran par le décret N° 57- 1090 du 03 octobre 1957 relatif aux hôpitaux et hospices publics d’Algérie, et l’arrêté du 31 décembre 1957 fixant les conditions d’organisation et de fonctionnement des établissements hospitaliers et prend la dénomination de Centre hospitalier universitaire d’Oran par l’ordonnance 58-1973 du 30 Décembre 1958.
A la veille de l’indépendance le CHUO a une capacité de 2.922 lits. Y exercent 30 chefs de service, 52 assistants, 44 internes, 34 religieuses et 1739 agents hospitaliers.

### Le CHU Oran après l'indépendance d'Algérie

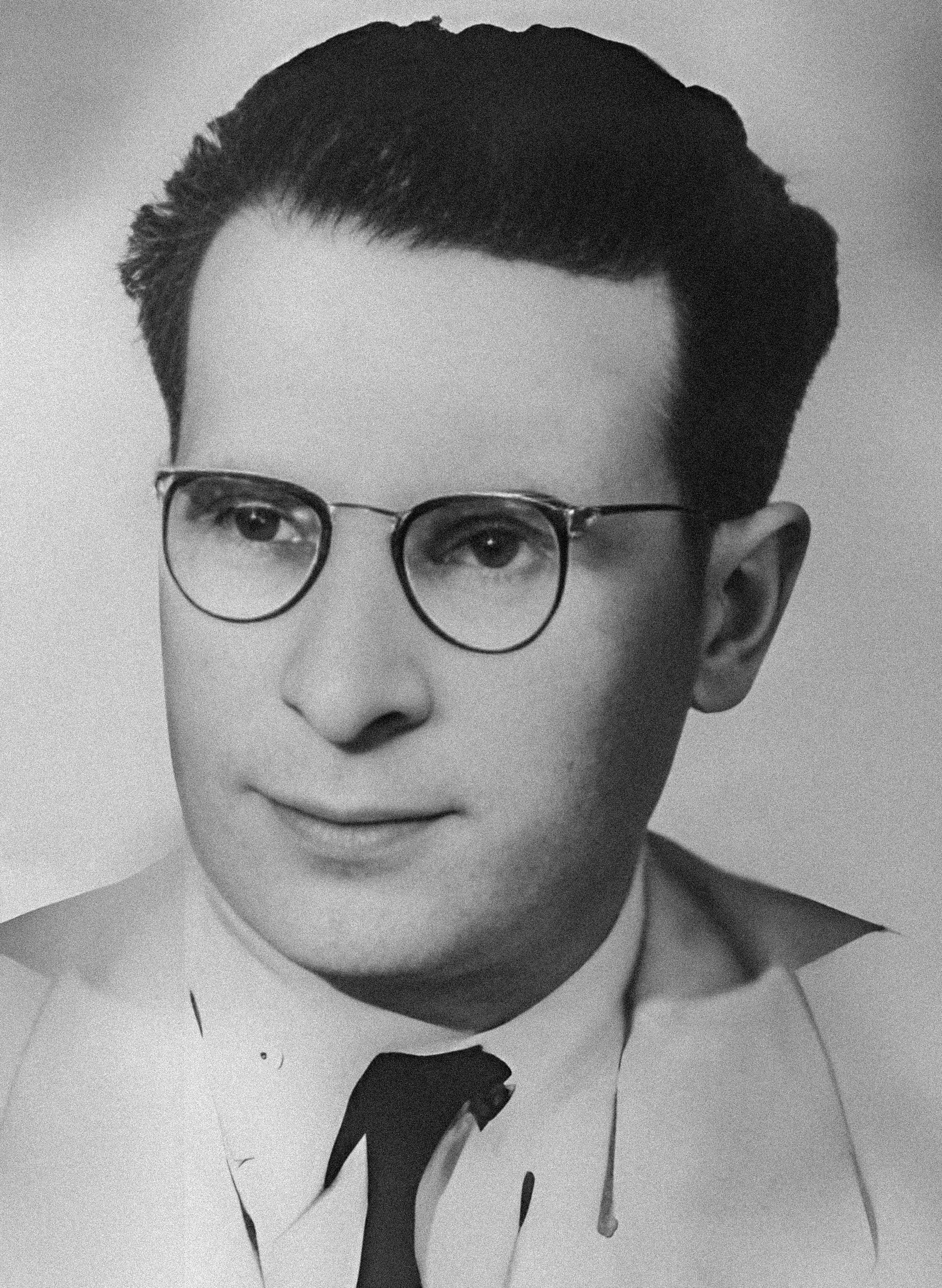
Dr Benaouda Benzerdjeb

Le 1er Juillet 1962, date du referendum pour l’indépendance, le CHU Oran va être baptisé au nom du Dr. Benaouda Benzerdjeb, le premier médecin martyr mort pour l‘indépendance de l’Algérie.
Le capitaine Bakhti Nemmiche, commandant la zone autonome ALN-FLN d’Oran, instruit le Dr Boudraa Belabbès, Officier chirurgien de l’ALN, de prendre possession du CHU Oran, il est le premier médecin Algérien a franchir les portes de l'hôpital. Le Dr Belkacem Nait va être le premier Directeur général de l’hôpital. Au cours de l’été 1962, Dr Boudraa est très vite rejoint par le Dr Maamar Bennai, Mourad Taleb, Senouci Kandil, Boumedienne Hamidou, Mansouri et Hacène Lazreg qui venaient tous de l’ALN. Ils auront de relancer le fonctionnement de l’hôpital et la formation médicale. Ils seront aidés par les chefs de service européens, qui étaient restés comme le Dr Garouby en gastroentérologie, resté jusqu’à sa retraite en 1976, les Dr Bruguier (Chirurgie PAV 2), Belval (Chirurgie thoracique), Borne (Neurochirurgie), Pitolet (Pneumologie), Babardel (Psychiatrie), Guigue (Dermatologie) et enfin le plus illustré le Dr Jean Marie Laribère (Maternité) qui était un militant indépendantiste, responsable du secteur sanitaire du FLN (Medioni, Lamur, petit-lac et Victor Hugo). Sa clinique située sur le front de mer sera détruite par l’OAS le 24 Avril 1962, condamné par l'organisation et sera exécuté en Octobre 1962, à Nice.
Les médecins Algériens et Français vont être épaulés dans cette exaltante aventure par des coopérants des pays de l’est. Parmi eux l’équipe de Tchécoslovaquie avec notamment les Dr Aadamek en cardiologie, Vokroulishki en médecine interne et Kubisch qui lancera le service d’hématologie clinique en 1973.
La réforme de l’enseignement supérieure de 1971, va démocratiser l’université et verra un flux de plus en plus important d’étudiants en médecine, des promotions de professeurs vont intégrer la Faculté de médecine d’Oran et le CHU, donnant un nouveau souffle à la formation. Ceux sont les Pr Zirout (pneumo), Boukhroufa, (Cardiologie), Yagoubi (Rééducation), Bentounsi, (Médecine interne) Mr Mokhtari, (Médecine sociale), Mme Mokhtari (Bactériologie), Bekkat (Chirurgie infantile), Hadjiet (Chirurgie Vasculaire), Mr Mahmoudi (Gastro entérologie) et enfin Yelles (Gynéco obstétrique). L’institut dentaire sera lancé par Mr et Mme Bouziane et Merabet. D’autres professeurs arriveront de l’étranger, Dr El Hassar (Traumatologie), Aguercif (Pédiatrie) et Ould Larbi (Gynécologie),.

## L'enseignement médical

### Création de l'école nationale de médecine d'Oran
Le décret du 18 octobre 1961 crée l’École nationale de médecine d’Oran. C’est le PAV 10 (actuel neurochirurgie) qui abritera cette école.

### Création de la Faculté de médecine d'Oran
La Faculté de médecine d'Oran va être créée par ordonnance N° 67-288 du 20 décembre 1962. Ainsi dès 1968, les activités de l’École de médecine vont être transférées à l’Université d’Es Senia. La structure libérée va devenir la Clinique chirurgicale « B », dirigée par le Pr Kandil.

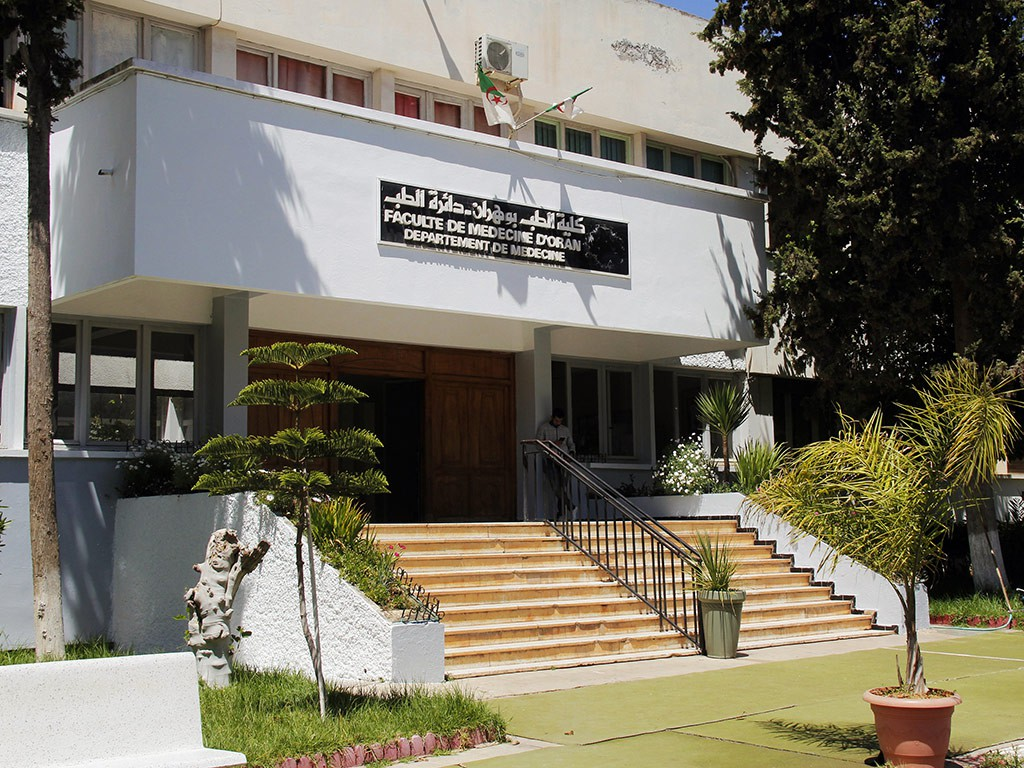
Faculté de médecine d'Oran